# Gwyn Jones (Schriftsteller)
Gwyn Jones (* 24. Mai 1907 in Blackwood, Monmouthshire; † 6. Dezember 1999 in Aberystwyth) war ein walisischer Schriftsteller.

## Leben
Jones wurde als Sohn einer Hebamme und eines Bergmanns geboren. Er studierte am University College in Cardiff und schloss das Studium mit dem Master of Arts ab. Ab 1929 war er als Lehrer, zunächst in Wigan dann in Manchester tätig. Im Jahr 1935 kehrte er nach Wales zurück und arbeitete als Dozent in Cardiff am University College. 1939 gründete er die Zeitschrift The Welsh Review. Die von ihm herausgegebene Zeitschrift erschien 1939 und 1944 bis 1948. Von 1940 bis 1964 war er am University College of Wales in Aberystwyth Professor für Englisch. 1964 bis 1975 hatte er eine Englisch-Professur am University College Cardiff inne.
Er betätigte sich als Herausgeber und Kritiker, verfasste Romane, Kurzgeschichten, Novellen, historische Arbeiten, Essays und Kinderbücher. Darüber hinaus übersetzte er Werke aus dem Isländischen und Walisischen.

## Auszeichnungen
Für seine Wikinger-Forschungen ernannte ihn der isländische Präsident Ásgeir Ásgeirsson im Jahr 1963 zum Ritter des Falkenordens. Anlässlich seines 80. Geburtstages wurde er zum Kommandeur des Ordens ernannt. Darüber hinaus erfolgte seine Ernennung zum Commander of the Order of the British Empire.

## Publikationen (Auswahl)
- Richard Savage, Roman, 1935
- Four Icelandic Sagas, 1935 (Übersetzung aus dem Isländischen)
- Times Like These, Roman, 1936
- The Nine Day´s Wonder, Roman, 1937
- A Garland of Bays, Roman, 1938
- The Buttercup Field, Kurzgeschichten, 1945
- The Green Island, Novelle, 1946
- The Still Waters, Kurzgeschichten, 1948
- The Mabinogion, 1948 (Übersetzung aus dem Walisischen gemeinsam mit Thomas Jones)
- The Flowers Beneath the Scythe, Roman, 1952
- Shepherd´s Hey, Kurzgeschichten, 1953
- The Walk Home, Roman, 1962
- The Norse Atlantic Saga, historisches Werk, 1964
- A History of the Vikings, historisches Werk, 1968
- Kings, Beasts and Heroes, literarische Essays, 1972
- Selected Short Stories, Kurzgeschichten, 1974
- The Oxford Book of Welsh Verse in English, als Herausgeber, drei Anthologien walisischer Kurzgeschichten, 1977